# تجمعات محافظة طرطوس السكانية
محافظة طرطوس المحافظة السورية الثانية عشرة من حيث عدد السكان بتعداد قدره (938,000) نسمة يشكلون ما نسبته 3.9% من إجمالي تعداد سكان سوريا ، 
تعد مدينة طرطوس أكبر تجمّع سكانيّ في المحافظة بتعداد قدره (115,769) نسمة، تليها مدن: بانياس بتعداد قدره (41,632) نسمة وصافيتا بتعداد قدره (20,301) نسمة والدريكيش بتعداد قدره (13,244) نسمة والشيخ بدر بتعداد قدره (9,486) نسمة 
، بلغ تعداد التجمّعات السكانيّة في محافظة طرطوس العام 2004 أكثر من 460 تجمّع سكنيّ ما بين مدينة وبلدة وبلديّة وحي وقرية ومزرعة.

## تجمعات محافظة طرطوس السكانية

### منطقة طرطوس
- ناحية مركز طرطوس: بدرية، بحوي، بكرية، بيت باسط، بيت عليان، بيت الجبل، بيت الخطيب، بيت إسماعيل (محرك تحتاني)، بيت كمونة، بيت شيحان، بزاق، بيلة، بسماقة، بملكة، دحباش، ضهر الشرفة، ضهر رجب، دوير الشيخ سعد، عنابية، اسقبولة، حاموش سرسكي، حكر معبرية (محرك فوقاني)، الهيشة، جديتة، جديدة البحر، جوبي، كفران (غفران)، خربة الفرس، خربة الريح، الخريبات، مجدلون البحر، مكشيفاني، مرسحين، المطاهرية، مازوغة (منهل)، النقيب (قيب)، العوينية، القطلب، سجنو (فرج)، شباط، الشيخ سعد، طرطوس، تيشور، الواسطات، ساعين غربية.
- ناحية أرواد: أرواد.
- ناحية الحميدية: بني نعيم، البصيصة، الدكيكة، عين الزرقاء (منطار)، الحميدية، الجماسة، جويميسة، الخرابة، النورس، طيبة المهدي، زاهد، الزيادية (زبيدي).
- ناحية خربة المعزة: الدنانير (دنيكره)، كرم بيرم (كروم)، خربة المعزة، منية يحمور، ميعار شاكر، قلع اليازدية، القبية، سمكة، وقف الشيخ عياش، يحمور، الزرقات.
- ناحية السودا: عبة، الغنازة، عقر زيتي، بعشتر، بحنين، بديرة، بيت الحرف، بيت سماق، البريج، البطيحية، ضهر مطر، دوير طه، عزيت، الحنفية، حصين البحر، جديدة، قلعة الخوابي، الملوعة، مرقية، متن أبوريا، متن الساحل، مزرعة الحنفية، رأس الكتان، الرويسة، السودا، صايا، بلاطة غربية.
- ناحية الكريمة: أرزونة، الحسنة، الكريمة، خربة الأكراد، المدحلة، المشيرفة، القنيطرة، الرنسية، السودة، تلسنون، تلعدس، زربليط.
- ناحية صفصافة: بيت شوفان، بحوزي، ضهر بشير، دير الحجر، عين الزبدة، فتاح أبولي (فتاح الخضراء)، أبولي (الخضراء)، الحورة، كفرفو، متن الصفصافة، ناحوت، العريمة، الريحانية، الصبوحية، سمريان، الصفصافة، شاص، التوانين، وادي الميس.

### منطقة بانياس
- ناحية مركز بانياس: أبتلة، عديمة، علقين، عصيبية، بلغونس، بلوطية، بانياس، بارمايا، بساتين الأسد، بديغان، البيضاء، بيت السخي، بستان النجار، دير البشل، عنينيزة، فارش كعبية، حريصون (القاموع)، حرف بنمرة، جويبات، كعيبة فارش، خراب بلدة، خريبة، خربة كسيح، خربة سناسل، المنزلة، مرشتة، المرقب، محورتة، المزارع، القلوع، رأس الوطى، شافي روح، تعنيتا، ذوبه، طيرو، زللو.
- ناحية الروضة، ضهر مرقية، ضهر صفرا، حيبو، الحريشة، الجنينة، المقعبرية، قرقفتي، الروضة، الحارا.
- ناحية العنازة، العليقة، العنازة، بيت جاش، بصرمون، بستان الحمام، الدردارة، فروخية، غنصلة، الغرزية، جديدة، خربة السنديانة، مرانة، مصيات، نحل العنازة، نعمو الجرد، شندخة، التون الجرد، وادي البركة.
- ناحية القدموس: العامودية، باب النور، بسقاية، الدويلية، عين قضيب، العلية، فنيتق، الحاطرية، الحطانية، جماسة قبلية، جارة الوادي، جوفين، كاف الجاع، كرم التين، خربة عامودي، المنصورة، المقرمدة، القدموس، القديمسة، السعدانة، السلورية، السعنونية، الشعرة، السميحيقة، التناخة، وادي السقي.
- ناحية حمّام واصل: بلعدر، باملاخا، بيت عثمان، حمام واصل، جويتي، الكريم، خربة القبو، المروية، التون القرق، نعمو الغربية، زهرة الجبل، سريجس.
- ناحية الطواحين: بدوقة، بلوسين، دير الجرد، الدي، حدادة، كعبية عمار، النواطيف، رام ترزة، الطواحين.
- ناحية تالين: بلوزة، أسقبلة، كردية، الشيباني، تارين.

### منطقة صافيتا
- ناحية مركز صافيتا: الأكمة (كيمة)، بعمرة، بلاطة مغيزل، بيت عائشة، بيت المرج، بيت الشيخ يونس، بيت ناعسة، بيت طيون، بشرائيل، بويضة السويقات، ضهر اليازدية، دمقس (بمسقس)، عين الكبيرة، عين حفاض، فتاح نصار، حنجور، حكر عين الباردة، حكر مخيبر، جديدة عبد الله، جورة الشنبور، كرم مغيزل، خربة أبو حمدان، كنيسة، المآب (أوبين)، المويسة، الناعمة (كفريخة)، النعاصات، نشير، العديدة، صافيتا، السموقة، الشماميس، سنديانة أوبين، الصومعة، تركب،أم حوش، يازدية حمدان، زبرقان، زوق بركات، الزويتيني، حكر زهية.
- ناحية مشتى الحلو: كفرون حيدر، بقطو، بصيرة، البطار، بيت عركوش، بسماقة، بصرصر، عين اللبني، حفة الموارنة، حكر كابر، عيناتا، جنين، الكفرون، كفرون بدرة، مهيري الموارنة، مهيرى الروم، مشتى الحلو، مليحة دوير الملوعة، نبع كركر، وادي المجاوي.
- ناحية البارقية: البارقية، بساتين، عين الصحن، حابا، جديدة حزور، المجيدل، قلعة نمرة، الزعفرانة.
- ناحية سبة: العروس (بتلعوس)، عين التينة، جرينات، كفر جوايا، متبت، سبة.
- ناحية السيسنية: بعيت (الصافية)، بيت أحمد ونوس، الدورة (بدادا)، دريكيش زريب، دوير الطليعي، عين دابش، صافيتا، الهرمل، حكر جب الأملس، جب الأملس، خربة الجب، المضافة (كفر ضيف)، المتراس، المعيصرات، السيسنية، تل وعاوع، تلة الخضر، تلترمس، الطليعي.
- ناحية رأس الخشوفة: بيت سلامي، بونياح، البستان (سرسستان)، بشبطة (الدلبة)، ضهر شيحا، الحداديات، حكر الشيخ محمود، الجروية، مجد البستان (مجدلون)، مشرفة كحلة، الأسقف، رأس الخشوفة، رأس مندو، رويسة الحايك، رويسة حمدان، السور (بسورم).

### منطقة دريكيش
- ناحية مركز دريكيش: العفصونية، بيت الخطيب، بيت شباط، بيت شوهر، بيت يوسف، بحيصيص، بمحصر، بقعو (البقعة)، البريخية، الدريكيش، دوير العوينية، عين الجاش، عين غليم، حبسو (حرية)، حاموش رسلان، الجباب، جورة الشطبوش، كفر شاغر، المراج، عوينية، الشويهدات، سريغس (سراج)، تفاحة، الزكية.
- ناحية جنينة رسلان: بشمس، الدلبة، الدويلية، عين الجاجة، فجليت، حيربرفة، جبل حمد، جنينة رسلان، كرفس، قنية جروة، الصفاصيف، زغرين (زغريد).
- ناحية حمين: بيت الراهب، ضهر مطرو، حبابة، حمين، جورة الجواميس، الجراص، المصطبة، الملاجة.
- ناحية دوير رسلان: بمنة، بيت الوقاف، بجنة الجرد، بنمرة، بستان الصوج، ديرونة، دوير رسلان، عين الذهب، حميص، حيلاتا، المعمورة، عوينات، قليعة.

### منطقة الشيخ بدر
- ناحية مركز الشيخ بدر: عسلية، بطحانية، بيت القلع، بنجارة، بعزرائيل، بغمليخ (الغمامة)، بوردة، دبيبية، عين الكبير، فندارة، كوكب الهوى، المجيدل، النيحا، النمرية، القليعات، الشيخ بدر، تاجية، تنغري، الوردية، زريقة.
- ناحية برمانة المشايخ: برمانة المشايخ، بشمعة، الدردارة، عين الجوز، عين فطيمة، حمام قنية، جوبة مجبر، كاف الحمام، الكنيسة، المجدل، قنية، الرقمة، الصوراني، تلة.
- ناحية القمصية: عرقوب قمصو، بلاط، بيت العودية، بيت القليح، بلوزة، درتي، الجباب، الكفرون، معتي، الموشة، القمصية، قمصو، القصيبة، الصفلية، الشبوبية، الطراق.

## وصلات خارجية
- وزارة الإدارة المحليّة السوريّة
- المركز الإحصائي السوري